# ジョバンナ・トルトラ
ジョバンナ・トルトラ（Giovanna Tortora、1965年4月6日- ）は、イタリアのナポリ出身の柔道選手。階級は48kg級。身長154cm。

## 人物
1988年の世界学生48kg級で優勝を飾った。1990年からはヨーロッパ選手権で3年連続して3位に入った。1992年のバルセロナオリンピックでは3回戦でフランスのセシル・ノバックに棄権負けした。1993年の世界選手権では準決勝で日本の田村亮子に出足払で敗れるも銅メダルを獲得した。1996年のヨーロッパ選手権では3位になるも、アトランタオリンピックでは9位に終わった。

## 主な戦績
- 1988年 - 世界学生　優勝
- 1990年 - ヨーロッパ選手権　3位
- 1991年 - ヨーロッパ選手権　3位
- 1992年 - ヨーロッパ選手権　3位
- 1993年 - 世界選手権　3位
- 1996年 - ドイツ国際　3位
- 1996年 - ヨーロッパ選手権　3位